# مونتشي لي بريوكس
مونتشي لي بريوكس (بالفرنسية: Monchy-le-Preux)‏ هي بلدية تقع في إقليم باد كاليه من منطقة نور با دو كاليه في شمال فرنسا. تبلغ مساحة هذه المدينة 9.26 (كم²)، وترتفع عن سطح البحر 107 م، يبلغ عدد سكانها 518 نسمة حسب إحصاء المعهد الوطني للإحصاء والدراسات الاقتصادية سنة 2009 م. وترأس Michel Zéchel البلدية خلال فترة (2008-2014).